# جينا لي نولين
جينا لي نولين (بالإنجليزية: Gena Lee Nolin)‏ (ولدت في 29 نوفمبر 1971) ممثلة عارضة أزياء أمريكية، اشتهرت بظهورها على شاشات التلفاز في بيواتش في التسعينيات وأوائل العقد الأول من القرن الحادي والعشرين، لعبت دورا قياديا في شينا.

## حياتها الشخصية
تزوجت جريج فهلمان في 27 نوفمبر 1993، ونتج عنه ابن واحد سبنسر مايكل ولد (3 يونيو 1997). في عام 2001 تم الطلاق بين نولين وفهلمان وتزوجت من قبل كال هولز في عام 2004. ولديهما طفلان: ابن هودسون لي هولز (ولد في 2006) و ستيلا مونرو هولز (مواليد 2008).

## روابط خارجية
- الموقع الرسمي
- جينا لي نولين على موقع IMDb (الإنجليزية)
- جينا لي نولين على موقع روتن توميتوز (الإنجليزية)
- جينا لي نولين على موقع ألو سيني (الفرنسية)
- جينا لي نولين على موقع إن إن دي بي (الإنجليزية)
- جينا لي نولين على موقع قاعدة بيانات الفيلم (الإنجليزية)
- جينا لي نولين على موقع كينوبويسك (الروسية)
- Gena Lee Nolin on فليكر
- قناة Official Gena Lee Nolin  على يوتيوب